# اموساكن (أولاد عبد الدايم)
اموساكن هو دُوَّار يقع بجماعة دار الكبداني، إقليم الدريوش، جهة الشرق في المملكة المغربية. ينتمي الدوّار لمشيخة أولاد عبد الدايم التي تضم 36 دوار. يقدر عدد سكانه بـ 343 نسمة حسب الإحصاء الرسمي للسكان والسكنى لسنة 2004.

## روابط خارجية
- البوابة الوطنية للجماعات الترابية
- المندوبية السامية للتخطيط